# تفاعل بيناري
تفاعل بيناري (بالإنجليزية: Benary reaction )‏ عبارة عن تفاعل عضوي . ففي عام 1931 م اكتشف إيريك بيناري  أن بيتا (N,N- ثنائي الألكيل أمينو)- الفينيل كيتونات قد تفاعلت مع كواشف جرينيارد خلال الإضافة في الموقع 4,1 وذلك لإعطاء ألفا- بيتا كيتونات غير المشبعة ، ألفا- بيتا ألدهيدات غير المشبعة و ألفا- بيتا إسترات غير المشبعة إضافة إلى الكيتونات والألدهيدات المتعددة عدم التشبع  وذلك بعد التحلل المائي للمركبات الوسيطة في التفاعل والتخلص من الأمين ثنائي الألكلة .